# Chorinea
Genre
Chorinea est un genre d'insectes lépidoptères sud-américains de la famille des Riodinidae.

## Dénomination
Le nom Chorinea leur a été donné par John Edward Gray en 1832.

## Liste des espèces
- Chorinea amazon (Saunders, 1859) ; présent en Guyane et au Brésil.
- Chorinea batesii (Saunders, 1859) ; présent en Guyane et au Brésil.
- Chorinea bogota (Saunders, 1859) ; présent au Guatemala et en Colombie
- Chorinea gratiosa Stichel, 1910 ; en  Équateur.
- Chorinea heliconides (Swainson, [1833]) ; présent au Brésil.
- Chorinea licursis (Fabricius, 1775) ; présent au Brésil.
- Chorinea octauius (Fabricius, 1787) ; présent au Guatemala, au Brésil, au Pérou, en Colombie, au Venezuela, à Trinité-et-Tobago, au Surinam, en Guyana et en Guyane.
- Chorinea sylphina (Bates, 1868) ; présent au Pérou, en Bolivie et en  Équateur.

### Source
- Chorinea sur funet